# Rue Jacques-Baudry
La rue Jacques-Baudry est une voie du 15e arrondissement de Paris, en France.

## Situation et accès
La rue Jacques-Baudry est une voie publique située dans le 15e arrondissement de Paris. Elle débute au 115, rue Castagnary et se termine au 181, boulevard Lefebvre.

Autres vues de la rue
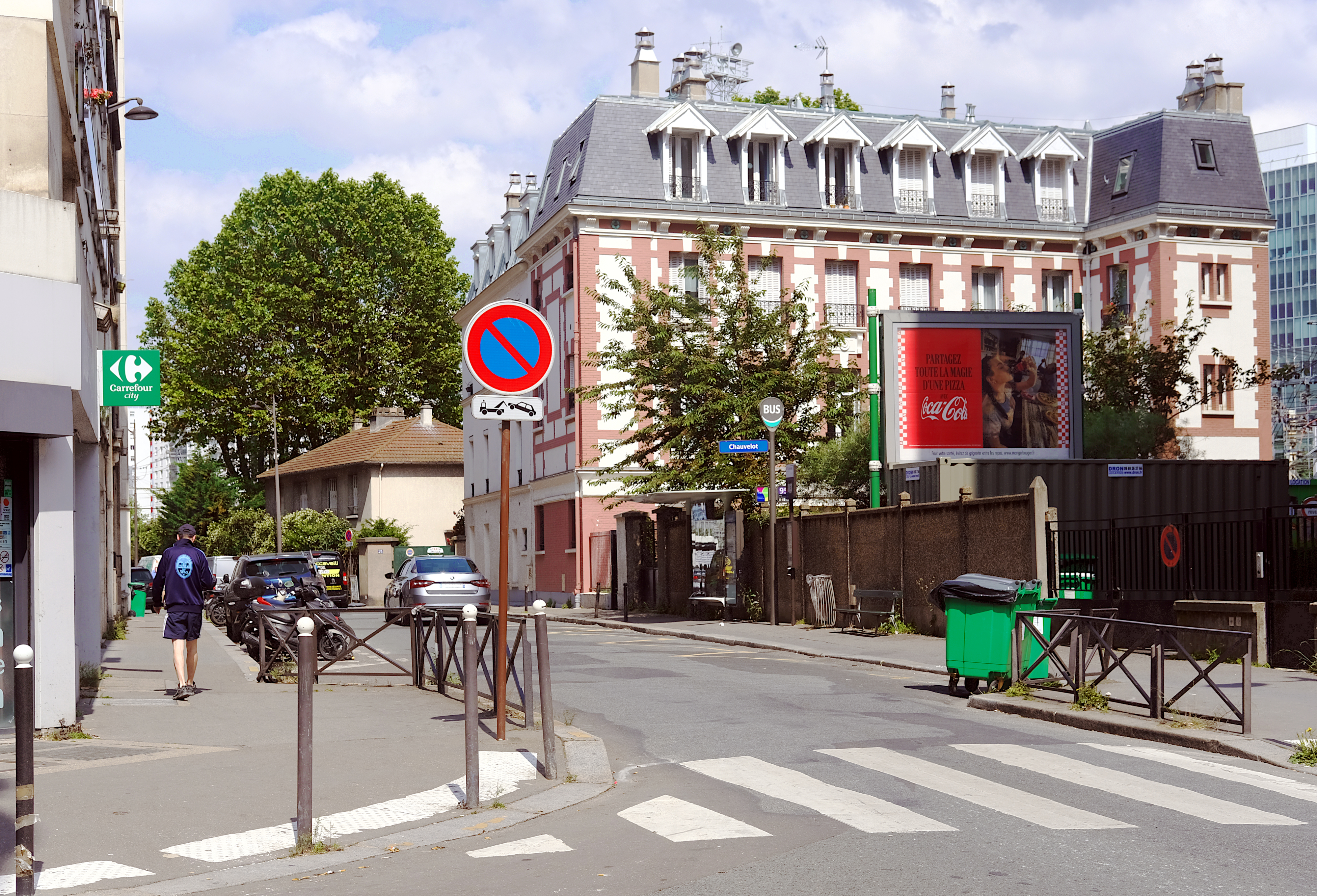
La rue Jacques-Baudry vue depuis le boulevard Lefebvre.
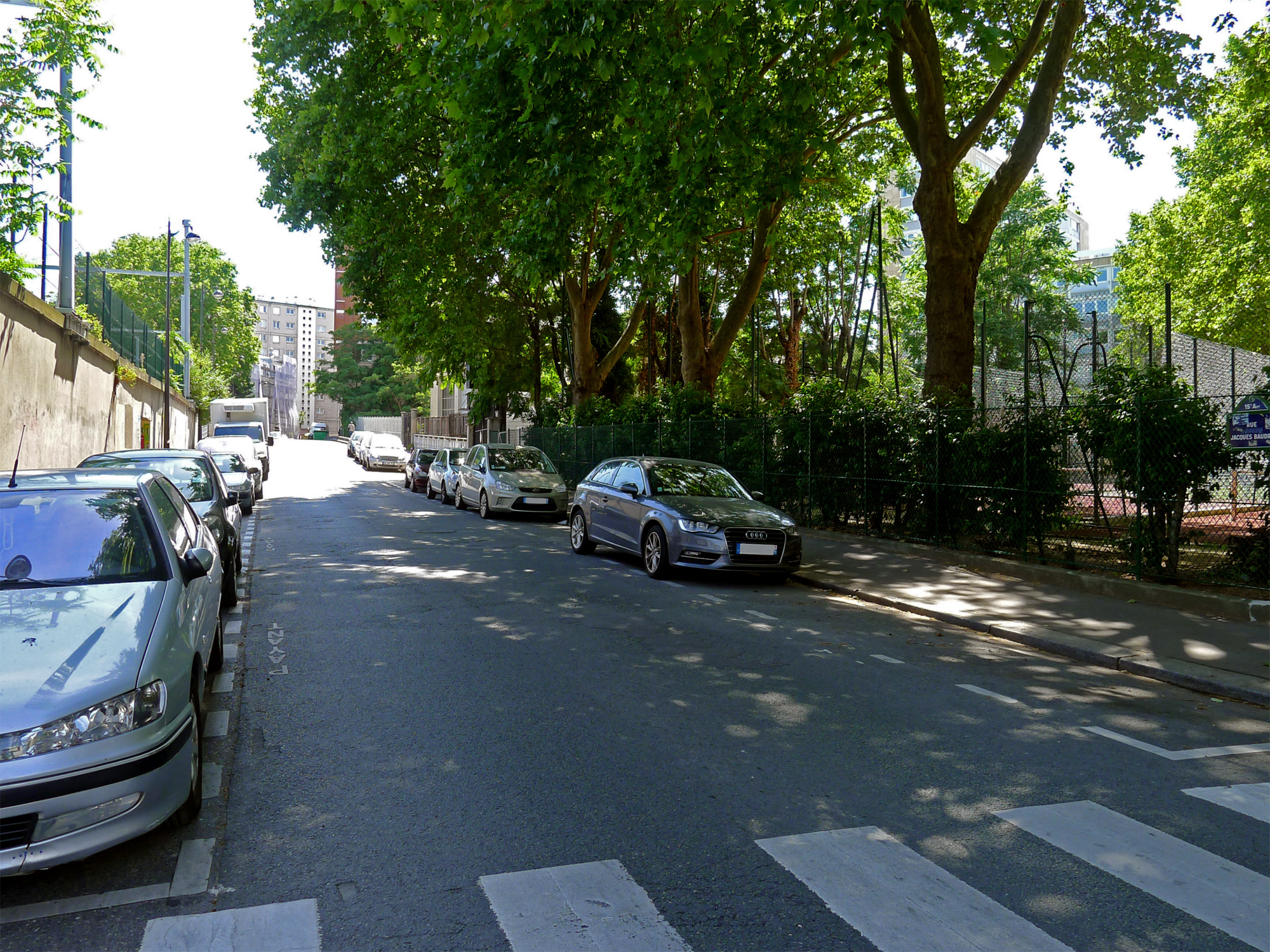
Rue vue en direction du boulevard Lefebvre ; à droite, le square Castagnary.
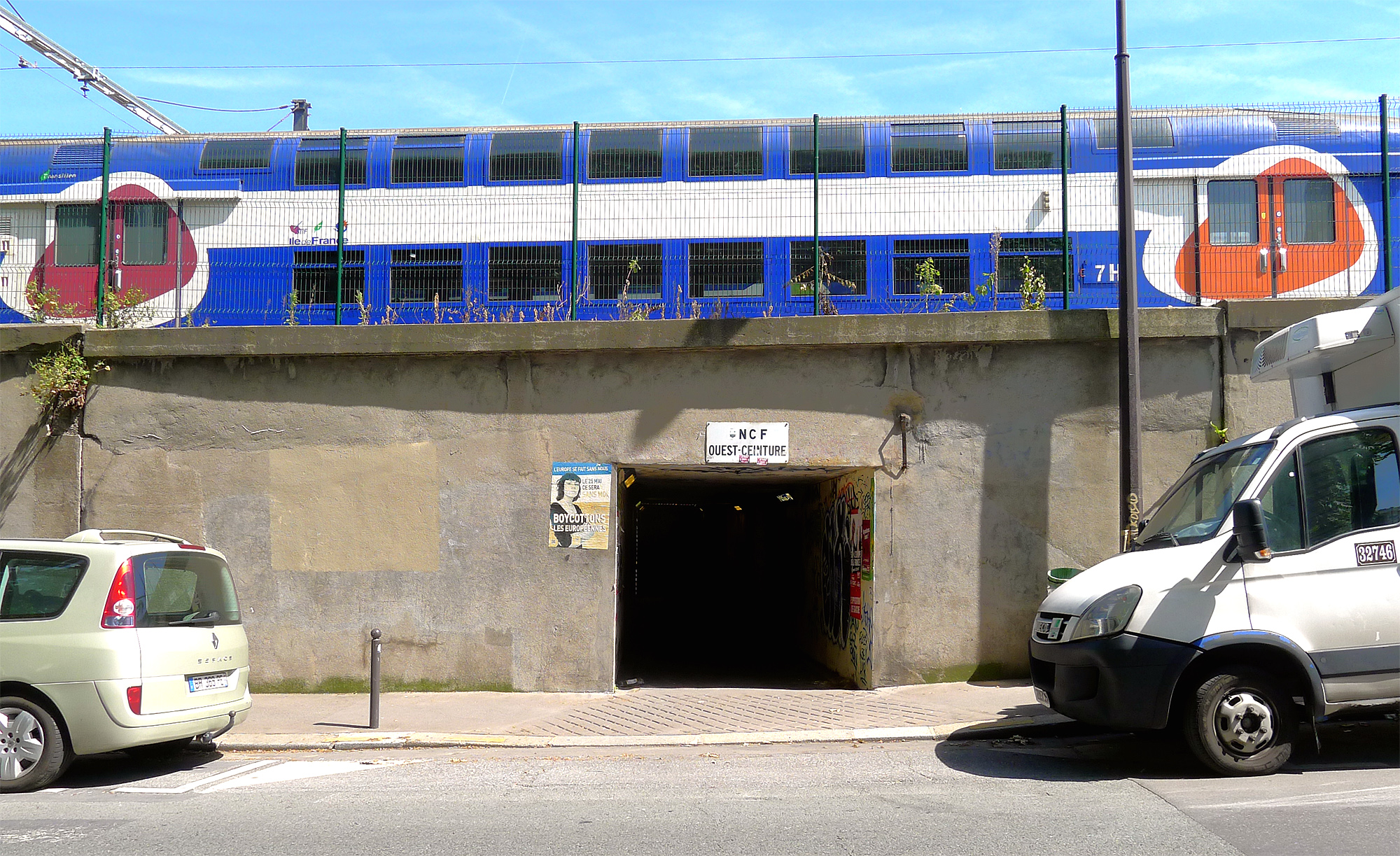
Accès au souterrain, aujourd'hui (2024) fermé, qui permettait de rejoindre la rue Vercingétorix dans le XIVe et la gare d'Ouest-Ceinture.

## Origine du nom
La rue est nommée en l'honneur du résistant Jacques Baudry (né le 7 avril 1922), l'un des cinq martyrs du lycée Buffon, fusillé le 8 février 1943 au stand de tir de Balard.

## Historique
La section entre le boulevard Lefebvre et le chemin de fer de Ceinture (ou ligne de Petite Ceinture)  est ouverte sous le nom sous le nom de « villa Lefebvre » puis elle est prolongée, en 1939, jusqu'au 115, rue Castagnary.
La voie prend sa dénomination actuelle le 3 février 1954.